# Lípa v Dýšině
Lípa v Dýšině je památný strom v obci Dýšina. Zdravá lípa malolistá (Tilia cordata) roste ve vsi poblíž křižovatky ulice V Jamách a ulice Přátelství. 
Jedná se o jeden z posledních exemplářů kdysi vysazené aleje podél komunikace vedoucí z Dýšiny na Novou Huť. Její stáří je odhadováno na 120 let. Obvod kmene měří 305 cm a koruna dosahuje do výšky 18,5 m (měření listopad 2006). Lípa je chráněna od roku 2001 pro svůj vzrůst.

## Stromy v okolí
- Klabavský dub